# Heliophanus trepidus
Heliophanus trepidus este o specie de păianjeni din genul Heliophanus, familia Salticidae, descrisă de Simon, 1910. Conform Catalogue of Life specia Heliophanus trepidus nu are subspecii cunoscute.